# صلاحي بن آبني
هو الصالح وصاحب الأحوال والكرامات المشهور، له تلاميذ كثر ولكنه لم يسمهم بالتلاميذ بل كان يسميهم بالعجول.

## نسبه
هو محمد الملقب صلاحي بن محمذن بن آبني بن محمد بن أجوذي بن ألفغ أوبك التمكلاوي العباسي، وأمه امباركه بنت خيلوم بن المصطفى بن سيد الفاضل بن محمد بن ديمان.

## مولده ونشأته
ولد لمرابط صلاحي في منطقة إكيدي حوالي سنة 1170 هـ وتربى على يد والديه وقد عاش أول شبابه في الجزء الجنوبي من إكيدي وانتقل إلى الجزء الشمالي منه حيث اشترى أودش

## زوجاته وأولاده
تزوج صلاحي بابنة عمه أم الحسين بنت حبلله وله منها ابنه الأكبر العالم العلامة من جمع بين الشريعة والحقيقة محمذن وأخوه الصالح بوبكر ثم تزوج بعد ذلك بنت النبي بنت سعيد بن التقي بن أبي بن أحمد بن عتام (أولاد دمان) وله منها الأمين الذي خط مائة مصحف ونحر مائة ناقة والمختار الذي سماه صلاحي رجل الدنيا والآخرة وسيد الفاضل الذي سماه سيد الأولياء والكوري الصالح المشهور وعبد السلام العالم الكبير وصاحب المحظرة الذي أتم معرفة الأحكام قبل البلوغ ثم تزوج بعد ذلك مريم بنت الجد بن أنديه الديمانية وله منها محمد فال من سماه (انفاظه) يعني أنه ترك فيه كل ما عنده من خير فكان يرقي المجانين وكان كثير العبادة فمن خلال هذا نرى انه خص كل واحد من ابنائه بشيء خاص به

## طريقته في التصوف
اما عن طريقته في التصوف فكان شاذليا على الرغم من انه لم تثبت له صلة باي شيخ كان رحمه الله صاحب احوال غارقا في التصوف وربما رؤي وهو يرقص وتشهد لذلك ابيات ادييجه الكمليلي التي يقول فيها:
لم يتسم صلاحي باسم الشيخ وكان يسمي من تربطه به علاقة باطنية بـ«لعجول» وذلك هروبا من مظاهر العجب والتكبر بل اكتفى باسم لمرابط صلاحي كان يقضي جل وقته في الخلاء يعبد ربه.

## أودش
اشترى صلاحي أرضا جديدة زيادة على أرض قبيلته هي أودش ويبدو أنه اختارها على إستراتيجية موقعها فهي تقع في أقصى الشمال الشرقي من أكيدي كما تطل على (اعقل إداب لحسن) من الناحية الغربية كما تقع على بوابة لبيرات من الناحية الجنوبية. وقد اختار صلاحي أودش لسكنه وسكن أبنائه من بعده وأوصى بنيه ان يدفنوه به

## وفاته
توفى المرابط صلاحي رحمه الله سنة 1254هـ حسب ماذكر ابوبكر ابن حجاب في نظمه وفيات الأعيان حيث قال:
أماقبره فهو أول دفين بأودش الشرقي
يقول المختار بن جنكي في نظمه لمشاهير تاشمشه المدفونين في اكيدي: